# Rodney McLeod
Pour les articles homonymes, voir McLeod.
(en) Statistiques sur pro-football-reference
Rodney McLeod Jr., né le 23 juin 1990 à Clinton dans le Maryland, est un sportif professionnel américain de football américain qui évolue en tant que safety dans la National Football League (NFL) depuis la saison 2012.
Au niveau universitaire, il a joué pendant quatre saisons (2008-2011) pour les Cavaliers de l'Université de Virginie dans la NCAA Division I FBS et son Atlantic Coast Conference.
Non sélectionné lors de la draft 2012 de la NFL, il signe le 30 avril 2012 avec les Rams de Saint-Louis. Il parvient à intégrer l'effectif principal des Rams dès sa première saison professionnelle et joue principalement au sein des unités spéciales. Dès le début de la saison 2013, il est désigné titulaire et totalise sur la saison,79 plaquages (dont 63 en solo), 7 passes déviées et 2 interceptions.
Après quatre saisons à Saint-Louis, il signe un contrat de 5 ans pour un montant de 35 millions de dollars avec les Eagles de Philadelphie ce qui fait de lui un des joueurs les mieux payés à sa position. Lors de sa deuxième saison avec les Eagles, il remporte le Super Bowl LII joué contre les Patriots de la Nouvelle-Angleterre sur le score de 41 à 33. Il joue finalement six saisons avec les Eagles et rejoint ensuite les Colts d'Indianapolis en 2022 et les Browns de Cleveland en 2023.

## Identité visuelle

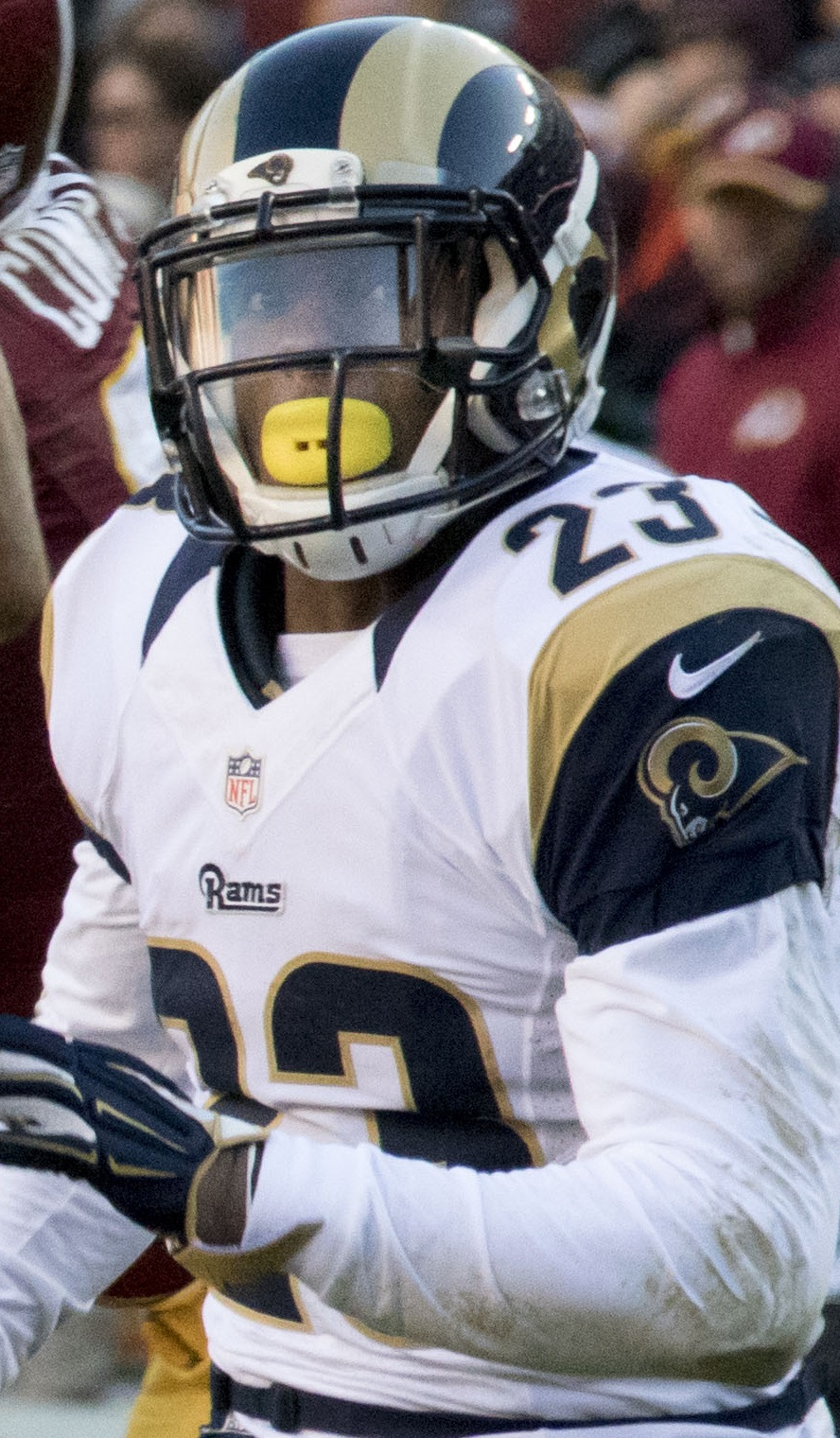
Avec les Rams en 2014.
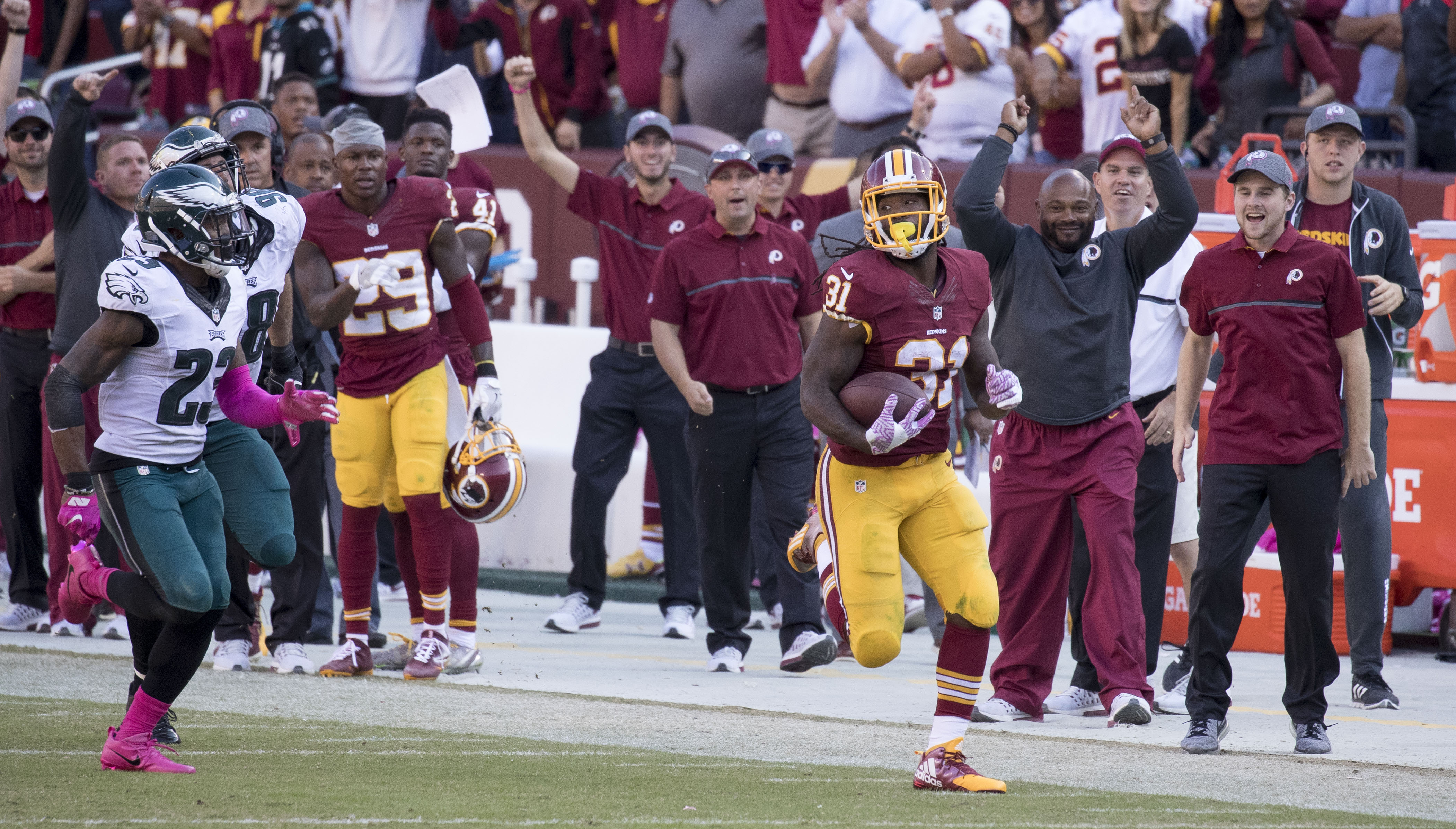
Avec les Eagles (no 23) contre les Redskins en 2016.
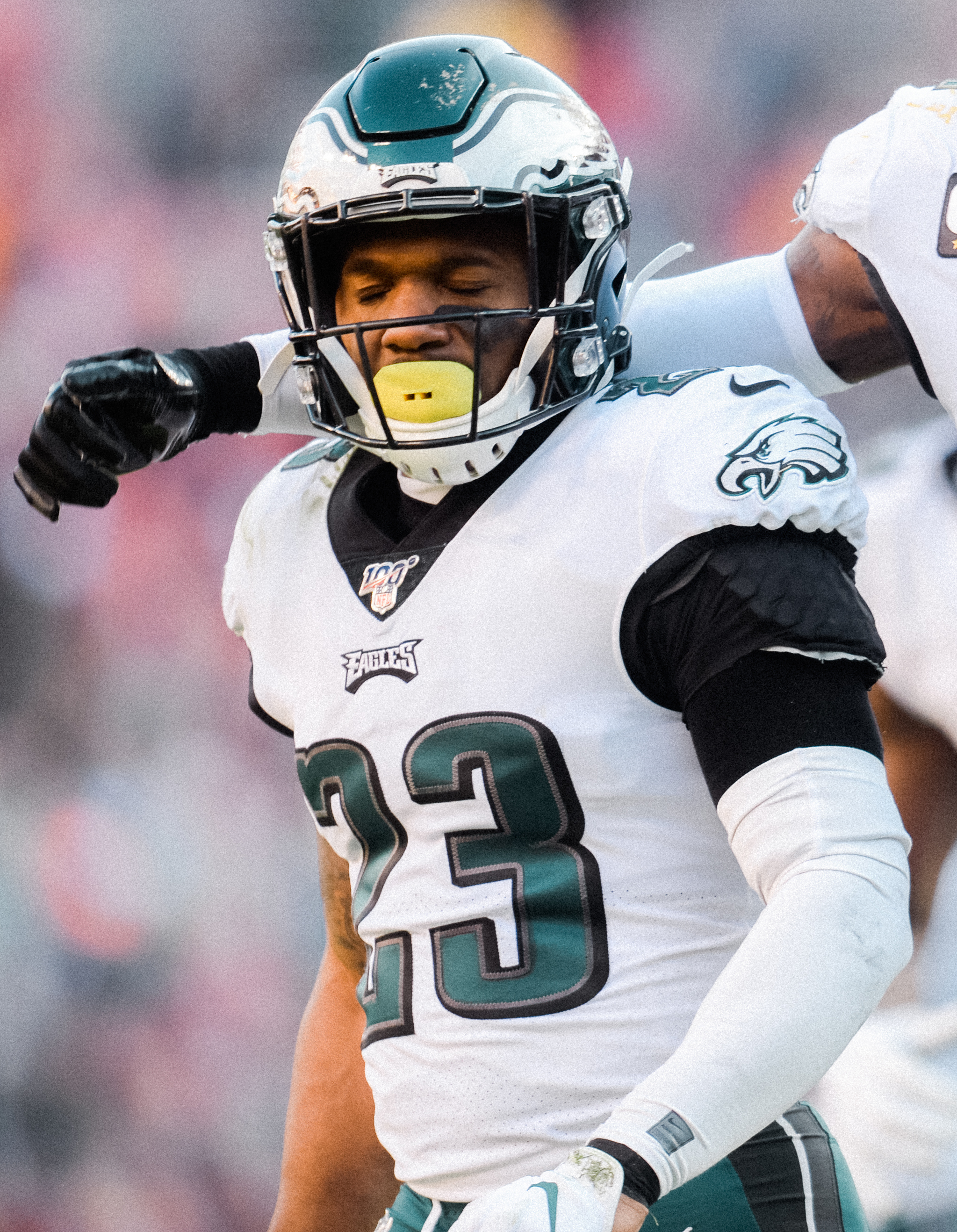
Avec les Eagles en 2019.
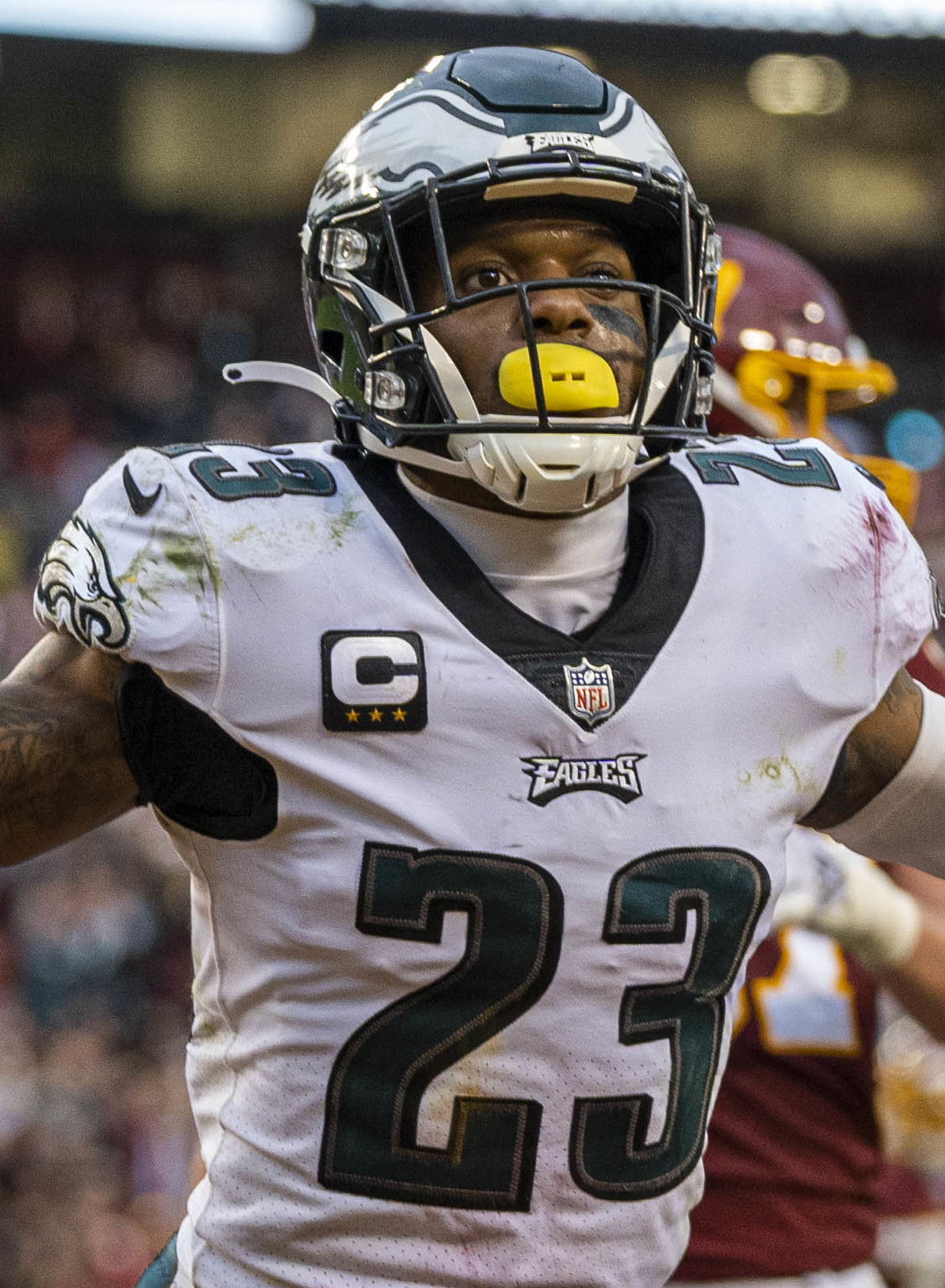
Avec les Eagles en janvier 2022.
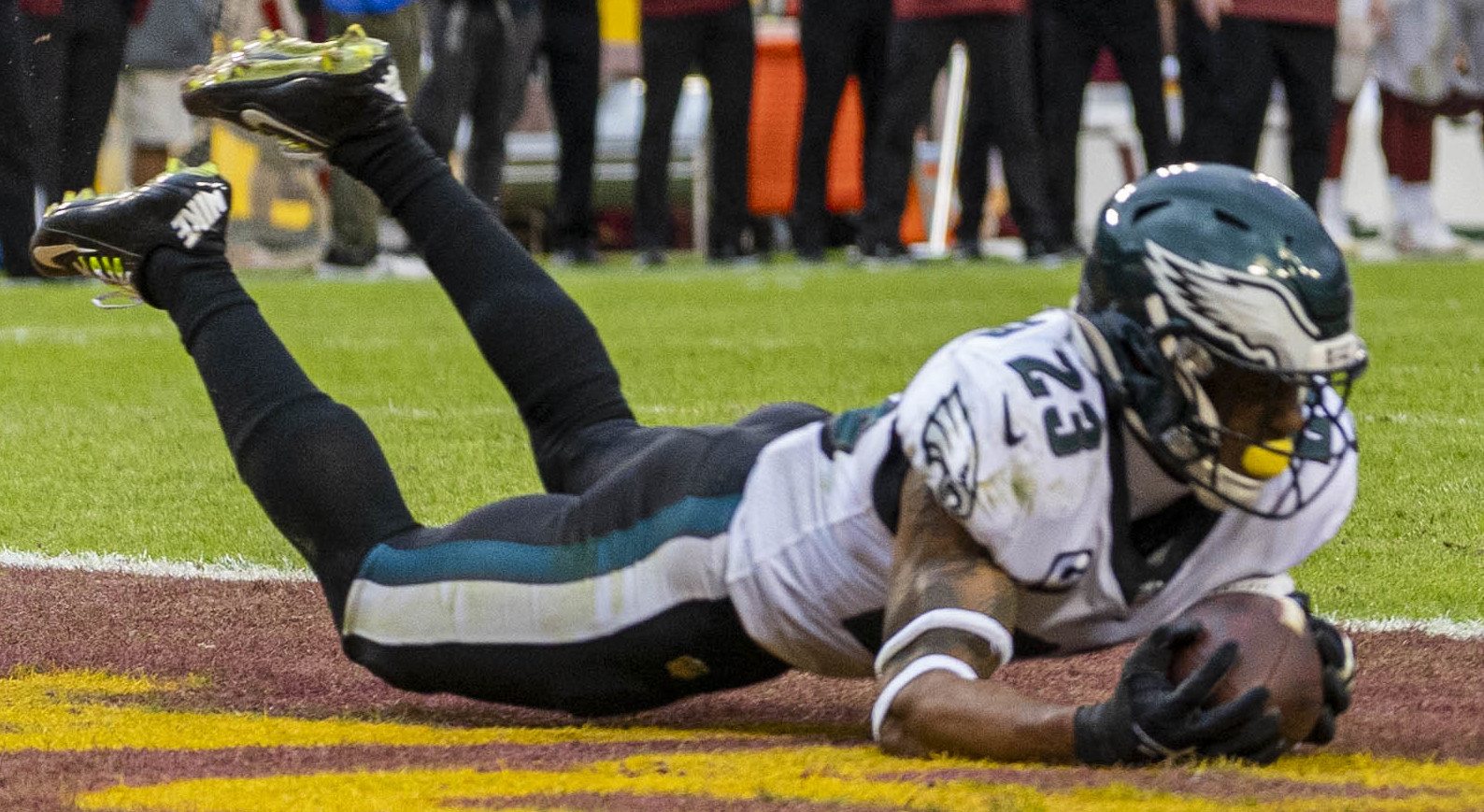
Une interception en janvier 2022.